# امیل (رود)
امیل (به قزاقی: Emil) یک رود در قزاقستان و چین است که در سین‌کیانگ واقع شده‌است.